# برنارد سی. شونفلد
برنارد سی. شونفلد (انگلیسی: Bernard C. Schoenfeld؛ زاده ۱۷ اوت ۱۹۰۷ درگذشته ۱۹۸۰) یک فیلم‌نامه‌نویس اهل ایالات متحده آمریکا بود.